# Cryptopygoplus damaranus
Cryptopygoplus damaranus is een hooiwagen uit de familie Assamiidae.